# Rafel Ramis Colom
Rafel Ramis Colom (Bunyola, 9 de març de 1950 - 16 d'octubre de 2022) fou un actor mallorquí autodidacta cofundador del Teatre de Bunyola.

## Trajectòria
Va treballar durant dècades de comptable en el sector de l'hosteleria, feina que deixà per dedicar-se a la pagesia i acabar finalment a la interpretació. Va actuar amb les companyies Teatre de Bunyola, La Lluna de Teatre, Iguana Teatre, Cucorba i Produccions de Ferro entre d'altres.
Al teatre va interpretar diferents estils i gèneres des del teatre costumista al drama, teatre infantil o monòlegs; passant per autors com Joan Mas, Joan Guasp i Miquel Puiserver fins autors clàssics com Shakespeare, Molière o Kundera.
Participà a sèries de televisió d'IB3 com Llàgrima de sang i L'Anell. A més, també tengué papers en pel·lícules i curtmetratges, destacant-ne Yo de Rafa Cortès, El perfecto desconocido i Pullman de Toni Bestard o a El ventre del mar d'Agustí Villaronga.
Poc després de la seva defunció, l'equip de govern de Bunyola decidí posar el seu nom al teatre municipal com a reconeixement a la seva aportació al món del teatre.